# 東西洋考
『東西洋考』（とうざいようこう、拼音：Dōng-xī-yáng-kǎo）は、中国明代の文人である張燮によって書かれ、万暦45年（1617年）に発刊された。

## 概略
張燮がこれを書くにいたった直接の動機は、海澄県令陶鎔の要請があったからである。張燮は、一時、この仕事を中断したが、漳州府督餉別駕王起宗の再請により、完成させた。つまり、半官半民の制作である。
この構成は、内容的に前半と後半に大別できる。巻1から巻6までの前半は、「東洋」、「西洋」各国についての記述である。各国について、「概略」、「形勝名蹟」、「物産」、「交易」の4章が設けられている。但し、紅毛番には、「形勝名蹟」の章はない。
巻7以後の後半では、税、航路、外交文書等について、述べられている。
本書には、以下の版本がある。
①：万暦刻本（現、北京図書館蔵）
②：明刻本  （廈門大学南洋研究所蔵）漳
③：”四庫全書”本（北京図書館文津閣本）
④：”惜陰軒叢書”本第三函（商務印書館”叢書集成””国学基本叢書”の元本。）
⑤：①の影印本  正中書局本　1961
⑥：台湾商務印書館本、人人文庫  1970
⑦：謝方點校、中華書局本  1981
各巻の構成
- 序（王起宗）
- 小引（蕭基）
- 序（周起元）
- 凡例
- 巻一：西洋列國考：交阯（清化、廣南、新州、提夷）
- 巻二：西洋列國考：占城、暹羅（六坤）
- 巻三：西洋列國考：下港（加留巴）、柬埔寨、大泥（吉蘭丹）、舊港（詹卑）
- 巻四：西洋列國考：麻六甲、唖齊、彭亨、柔佛、丁機宜、思吉港、文郎馬神、遅悶
- 巻五：東洋列國考（東番考附）：呂宋（大港、南旺、玳瑁、中邦、呂蓬、磨老央、以寧、屋党、朔霧）、蘇録（高藥）、猫里務（網中礁老）、沙瑤・吶畢単（班益）、美洛居、文莱、東番考（鶏籠淡水）
- 巻六：外紀考：日本、紅毛番
- 巻七：餉税考（水餉、陸餉、督餉職官、公署）
- 巻八：税璫考：宦官高寀について
- 巻九：舟師考
- 巻十：藝文考
- 巻十一：藝文考
- 巻十二：逸事考

## 研究史、及び、史料的価値
明王朝時代の中国人の南シナ海における海上活動の貴重な記録である。
この本についての詳細な研究は充分にはなされていない。謝方氏の點校本に、多少の解説と地名索引をつけているのは、大きな成果であるが、具体的な内容の検討や、本書の持つ情報の正否の判断は、全くなされていない。
しかし、東南アジア史研究における本書の価値は、石田幹之助が次の様に述べている。
　これは古い時分のことも記してありますが、主とす所は明代のことであり、そのうちには明中期以後に獲た知見も加はってをりますが、それだけに所述も詳しい所が多く、二三の例外は別として記事も概して正確であり、・・・（中略）・・・・一種の南海史乃至南海交渉史の如きものでありまして割合によく整っているものであります。